# Rooster (huishouden)
Een rooster in het huishouden en het verdere dagelijks leven is meestal een metalen voorwerp van gekruiste draden met gaten ertussen.
Een rooster kan verschillende functies hebben, afhankelijk van het type rooster. Denk bijvoorbeeld aan:
- een rooster om bijvoorbeeld vlees te roosteren, zoals op een barbecue
- een afkoelrooster
- een ventilatierooster.

Een verwant voorwerp maar zonder evenwijdig of rechthoekig patroon, dus geen rooster:
- een gootsteenzeefje om verstopping van de afvoer tegen te gaan.

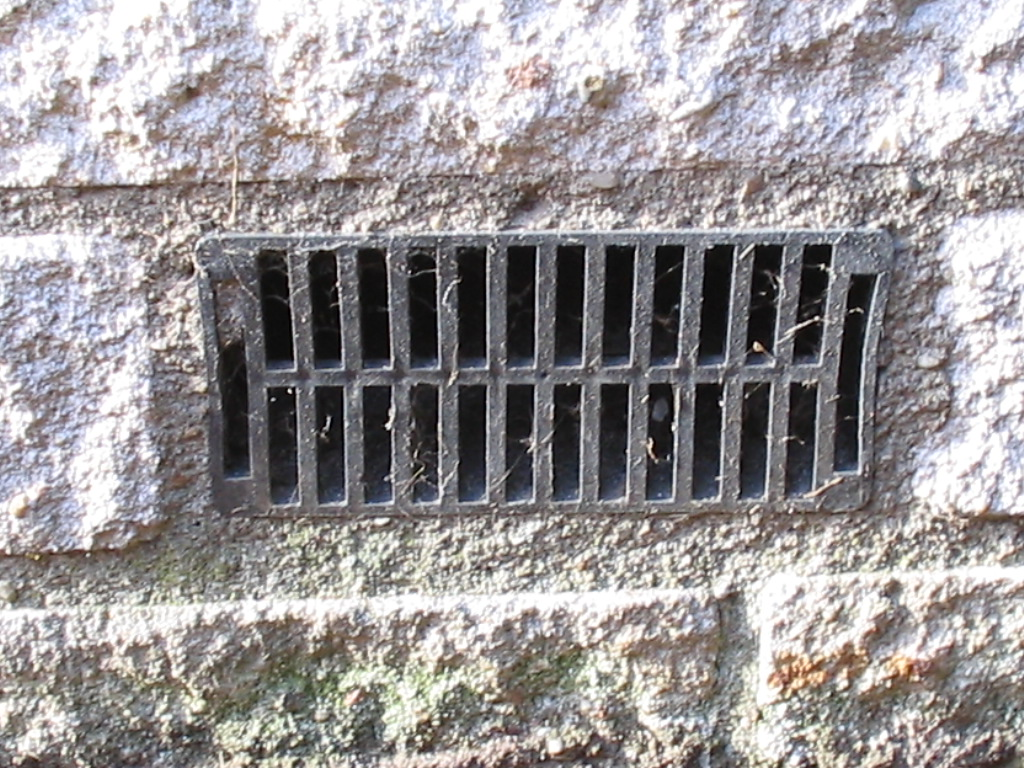
Een ventilatierooster
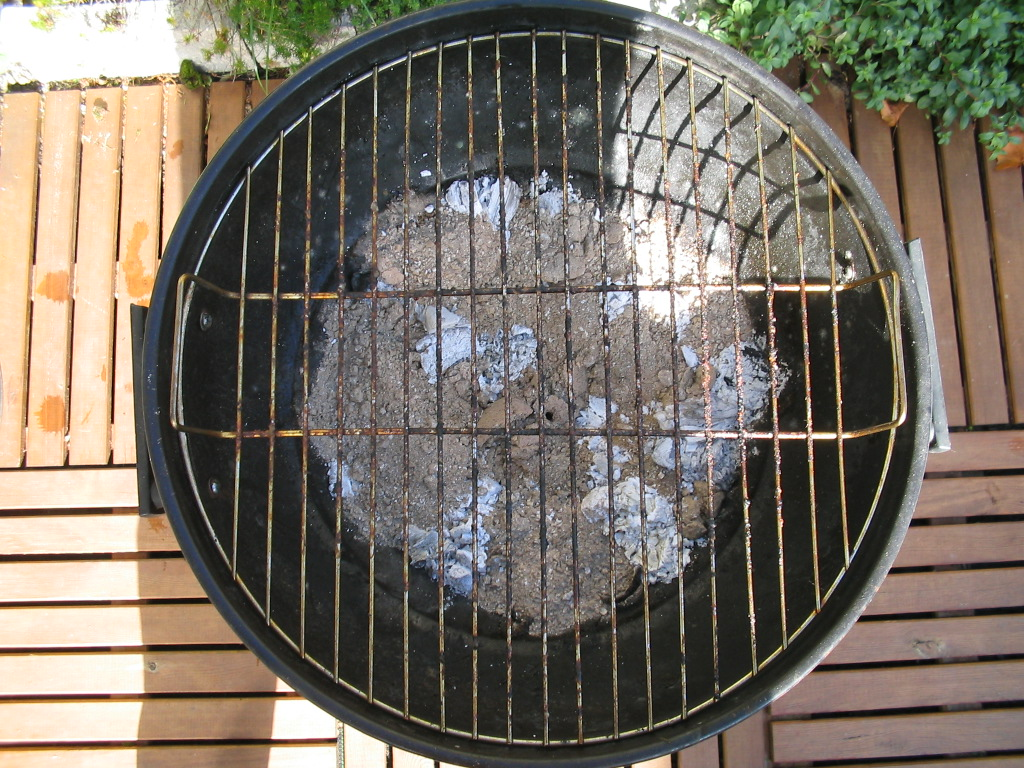
Een barbecuerooster
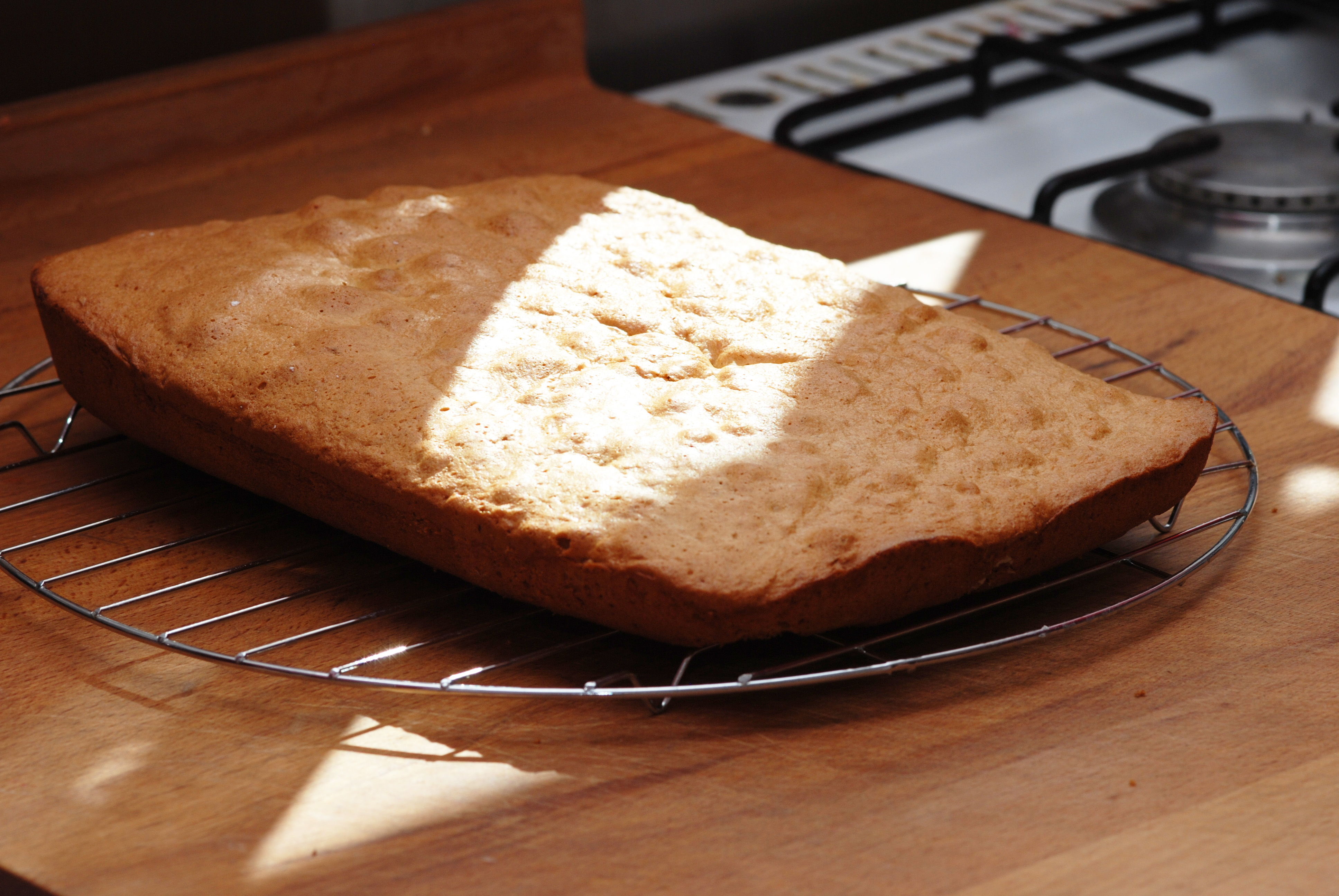
Een afkoelrooster
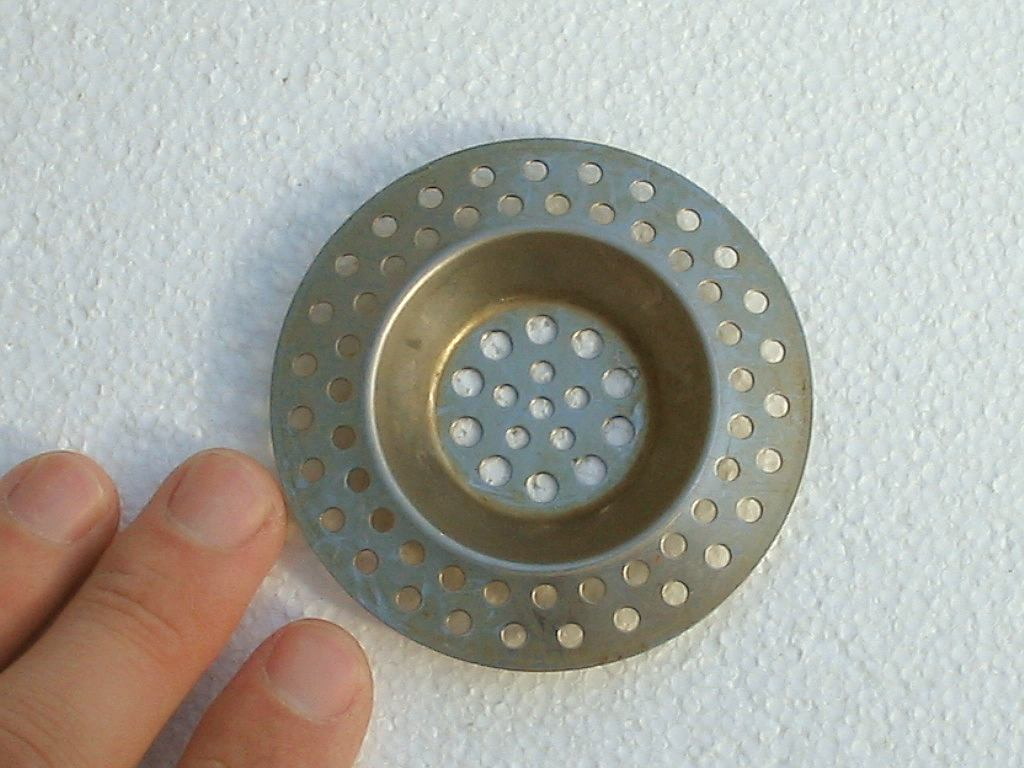
Een gootsteenzeefje, geen rooster